# Liste der Monuments historiques in Saint-Barthélemy (Seine-et-Marne)
Die Liste der Monuments historiques in Saint-Barthélemy (Seine-et-Marne) führt die Monuments historiques in der französischen Gemeinde Saint-Barthélemy auf.

## Liste der Objekte
| Bezeichnung                    | Beschreibung                                     | Standort | Kennzeichnung | Schutzstatus | Datum | Bild |
| ------------------------------ | ------------------------------------------------ | -------- | ------------- | ------------ | ----- | ---- |
| Grabplatte für zwei Geistliche | Stein, 1556; in der Kirche Barthélemy            | (Lage)   | PM77001530    | Classé       | 1975  |      |
| Taufbecken                     | Stein, 16. Jahrhundert; in der Kirche Barthélemy | (Lage)   | PM77001529    | Classé       | 1975  |      |